# La Magdalena Contreras
La Magdalena Contreras Mexikóváros egyik kerülete, lakossága 2010-ben megközelítette a 240 000 főt.

## Földrajz

### Fekvése
A Szövetségi Körzet nyugati felén elhelyezkedő kerület alakja keskeny, délnyugat–északkeleti irányban nyúlik el. Területe északkeletről délnyugat felé haladva emelkedik, északkeleti része teljesen beépített, míg másik felét erdős hegyek foglalják el, amelyek magassága már a 3800 m-t is megközelíti. Néhány jelentős hegycsúcsa a Cerro Sasacapa, a Cerro Tarumba, a Cerro Nezehuiyola és a Cerro Panza. A domborzatnak megfelelően vízfolyásai is északkelet felé folynak, közülük legjelentősebb a La Magdalena.

### Éghajlat
A kerület éghajlata meleg, de nem forró, és nyáron–ősz elején csapadékos. Minden hónapban mértek már legalább 27 °C-os hőséget, de a rekord nem érte el a 34 °C-ot. Az átlagos hőmérsékletek a januári 12,7 és a májusi 17,6 fok között váltakoznak, fagy több hónapban is előfordul. Az évi átlagosan 914 mm csapadék időbeli eloszlása rendkívül egyenetlen: a júniustól szeptemberig tartó 4 hónapos időszak alatt hull az éves mennyiség közel 80%-a.
| Hónap                                   | Jan. | Feb. | Már. | Ápr. | Máj. | Jún. | Júl. | Aug. | Szep. | Okt. | Nov. | Dec. | Év   |
| --------------------------------------- | ---- | ---- | ---- | ---- | ---- | ---- | ---- | ---- | ----- | ---- | ---- | ---- | ---- |
| Rekord max. hőmérséklet (°C)            | 29,5 | 30,0 | 32,0 | 33,5 | 33,0 | 31,5 | 28,5 | 29,0 | 29,5  | 27,5 | 29,0 | 27,0 | 33,5 |
| Átlagos max. hőmérséklet (°C)           | 21,3 | 22,7 | 24,9 | 25,7 | 25,6 | 24,0 | 22,6 | 22,7 | 22,1  | 22,1 | 22,1 | 21,0 | 23,1 |
| Átlaghőmérséklet (°C)                   | 12,7 | 13,8 | 15,9 | 17,2 | 17,6 | 17,4 | 16,5 | 16,6 | 16,3  | 15,4 | 14,2 | 13,0 | 15,6 |
| Átlagos min. hőmérséklet (°C)           | 4,1  | 4,9  | 6,9  | 8,6  | 9,7  | 10,8 | 10,4 | 10,4 | 10,5  | 8,8  | 6,4  | 5,0  | 8,1  |
| Rekord min. hőmérséklet (°C)            | −5,5 | −4,0 | −2,0 | 0,0  | 1,0  | 4,5  | 4,0  | 4,0  | 1,0   | 0,0  | −3,0 | −4,0 | −5,5 |
| Átl. csapadékmennyiség (mm)             | 11   | 5    | 10   | 25   | 66   | 154  | 197  | 195  | 168   | 67   | 11   | 6    | 914  |
| Forrás: Servicio Meteorológico Nacional |      |      |      |      |      |      |      |      |       |      |      |      |      |

## Népesség
A kerület népessége a közelmúltban folyamatosan növekedett:
| Év   | Lakosság |
| ---- | -------- |
| 1990 | 195 041  |
| 1995 | 211 898  |
| 2000 | 222 050  |
| 2005 | 228 927  |
| 2010 | 239 086  |

## Települései
A kerülethez 12 külső település is tartozik, lakosságuk 2010-ben a következőképpen alakult:
| Település          | Lakosság (2010) |
| ------------------ | --------------- |
| El Gavillero       | 305             |
| Totolapa           | 121             |
| Paraje Chichicaspa | 103             |
| Rancho Viejo       | 27              |
| Paraje el Rancho   | 23              |
| Segundo Dinamo     | 21              |
| Paraje Chepecano   | 21              |
| La Loma            | 14              |
| Paraje las Llantas | 7               |
| Rincón Eslava      | 7               |
| Paraje Aila        | 5               |
| Rancho Chichicaspa | 1               |

## Története
A kerület neve két részből áll össze, a Magdalena név a 17. században ide érkezett ferences és domonkos szerzetesek által alapított Szent Mária Magdolna-remetekápolna nevéből ered, a Contreras pedig a Señor de Contreras nevű életnagyságú Jézus-faszobor nevéből származik, amelyhez csodákat társítanak, és ami onnan kapta a nevét, hogy a Contreras család (Tomás de Contreras) tulajdona volt.
A területen már időszámításunk előtt 500–200 évvel is éltek emberek, méghozzá a tolték központ, Cuicuilco függőségében. A lakók aztán a Xitle nevű vulkán kitörése miatt menekültek el. Később a gyűjtögető-vadászó életmódot folytató otomik és csicsimékek is éltek a hegyekben, valamint tepanékok, akiknek helyi uradalomközpontja Coyoacánban volt. A következő évszázadokban a mai kerület helyén élő emberek többsége rossz életkörülmények között tengődő mezőgazdasági munkás, napszámos és kisebb számban textilmunkás volt, és csak a 20. század folyamán indult fejlődésnek a városhoz csatlakozó kerület, amely hivatalosan 1928 végén alakult meg.

## Turizmus, látnivalók
A kerület nem kimondott turisztikai célpont, bár a délnyugati rész hegyei a túrázók köreiben kedveltek. Múzeumok nincsenek a kerületben, de néhány történelmi személyiség emlékműve (Emiliano Zapata, José María Morelos, Miguel Hidalgo, Benito Juárez) és egyéb emlékművek állnak itt.
A 19. században épült El Águila textilgyár épületében 1979-ben kulturális központot alakítottak ki, ahol kiállításokat, konferenciákat és koncerteket is rendeznek.